# Agelena gonzalezi
Agelena gonzalezi là một loài nhện trong họ Agelenidae.
Loài này thuộc chi Agelena. Agelena gonzalezi được Joachim Schmidt miêu tả năm 1980.